# Gaza (stad)
Gaza (arabiska: غزة; hebreiska: עזה) är en palestinsk stad på Gazaremsan vid Medelhavets sydöstra strand och den största staden i staten Palestina. Av ungefär 2,2 miljoner invånare på Gazaremsan bor omkring 678 000 i Gaza stad.

## Historia

### Forntid och antiken

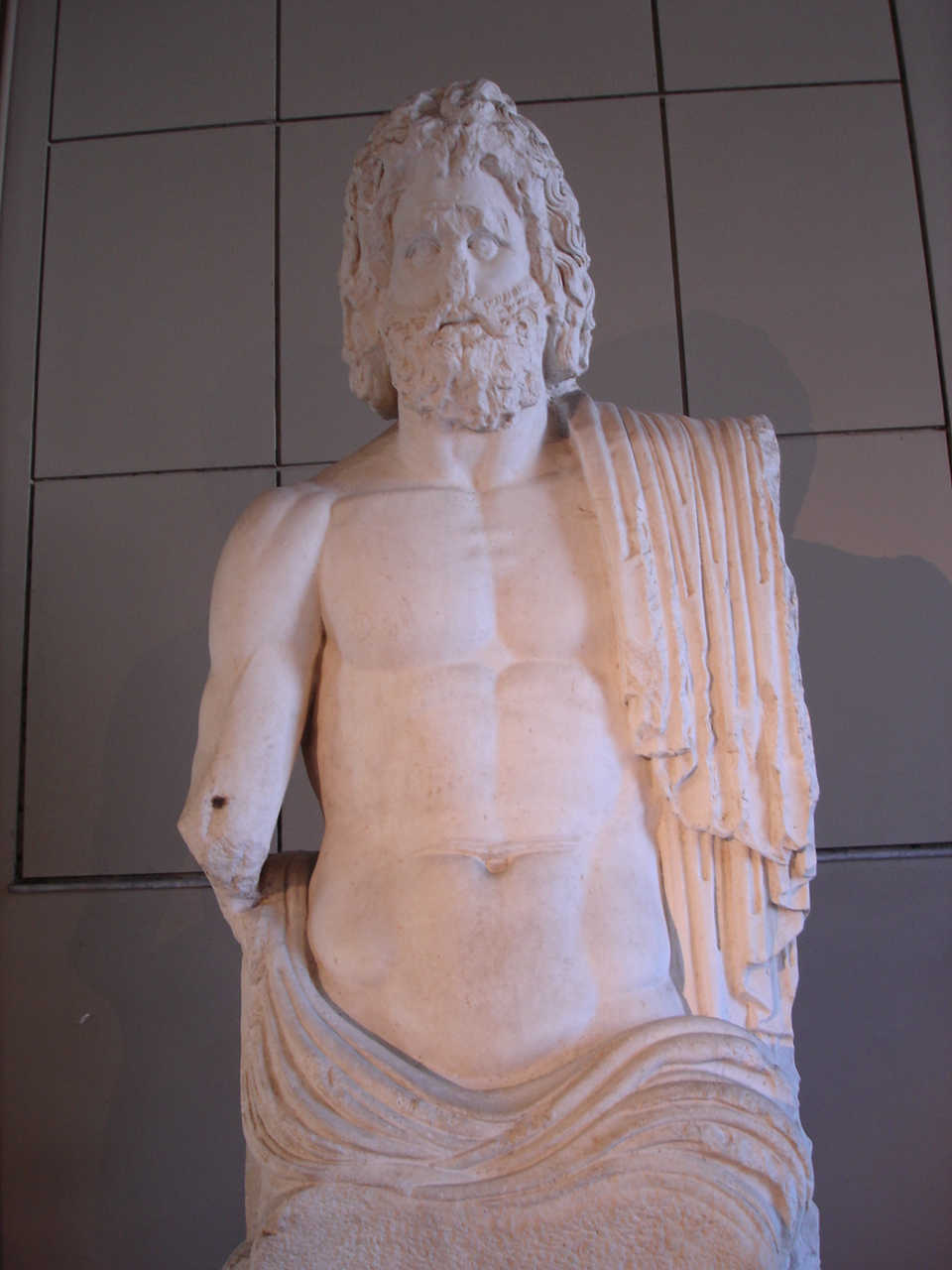
Staty av Zeus hittad i Gaza, från 100-talet e.Kr.

Staden Gazas historia sträcker sig tillbaka ända till bronsåldern och har spelat en betydelsefull roll i krigshistorien genom tiderna. Staden var huvudstad för Kanaan då de egyptiska faraonerna kontrollerade området. Under Gamla Testamentets tid var Gaza ett säte för filistéerna som erövrade staden på 1200-talet f.Kr. Staden styrdes därefter av israeliter, assyrier och sedan åter egyptier då den omkring 525 f.Kr införlivades i det akemenidiska Perserriket. Gaza åtnjöt stor autonomi på grund av sitt läge som handelscentrum.
Under Alexander den stores fälttåg erövrades staden år 332 f.Kr. före invasionen av Egypten. Under Seleukidiska riket, som tog över området efter Alexanders död och hans väldes splittrande, slog grekisk kultur, filosofi och tro rot i Gaza som likt andra städer i området helleniserades. Staden förstördes år 96 f.Kr av den judiske härskaren Alexander Jannaeus som tog tillfället i akt då det seleukidiska väldet vacklade och inte kunde försvara regionens grekiska städer. Denne utsåg Antipatros från Idumeen till ståthållare i Idumeen och relationerna med stadens invånare förbättrades gradvis. Den romerske fältherren Pompejus införlivade Gaza med omnejd i provinsen Iudaea år 63 f.Kr.
Gaza tillföll Östrom vid den slutliga delningen av Romarriket år 395.

### Medeltiden och tidigmodern tid
År 402 beordrade kejsar Theodosius II, under förföljelserna mot hedningarna i romarriket, att samtliga åtta tempel i staden tillägnade hedniska gudar skulle jämnas med marken för att understryka kristendomens plats i det bysantinska samhället. År 635 belägrades och intogs staden av en arabisk här under Amr ibn al-As och införlivades i det muslimska Rashidunkalifatet som omvandlade flera kyrkor till moskéer. Alkohol förbjöds av de nya härskarna men endast för muslimer och vinexport liksom vindruveodling fortsatte vara en stor inkomstkälla för stadens kristna och judiska befolkning.
År 1100 invaderades området av europeiska korsfarare och det styrande Fatimidiska kalifatet drevs helt ut ur Levanten. Kung Balduin III av Jerusalem lät bygga ett slott åt Tempelherreorden i staden år 1149, samt omvandla Stora moskén till en kyrka tillägnad aposteln Johannes. Ayyubiderna under Saladin intog Gaza år 1187 men korsfararna befäste den åter mot slutet av tredje korståget. Ayyubidisk kontroll över södra Levanten försvann år 1260 då en mongolisk här under Hülegü Khan jämnade hela Gaza med marken. Därefter kom Gaza att kontrolleras av mamlukerna, slavsoldater som tagit makten från ayyubiderna i Egypten.
1516 införlivades Gaza med omnejd i det snabbt expanderande Osmanska riket. Staden kom att bli distriktssäte i sanjaken med samma namn, en del av provinsen Syrien. Turkarna utsåg lojala adelsfamiljer till ärftliga guvernörer i området, i linje med hur man styrde de flesta nyvunna territorier. Dessa guvernörer fick mycket stor frihet och autonomi över sina områden. Under huset Ridwans styre under 1500- och 1600-talen växte staden och genomgick en kulturell och religiös guldålder då flera moskéer byggdes, turkiska bad blev vanliga och handeln blomstrade. Perioden slutade under 1670-talet då huset Ridwan ersattes av turkiska ämbetsmän varefter staden gradvis förföll.

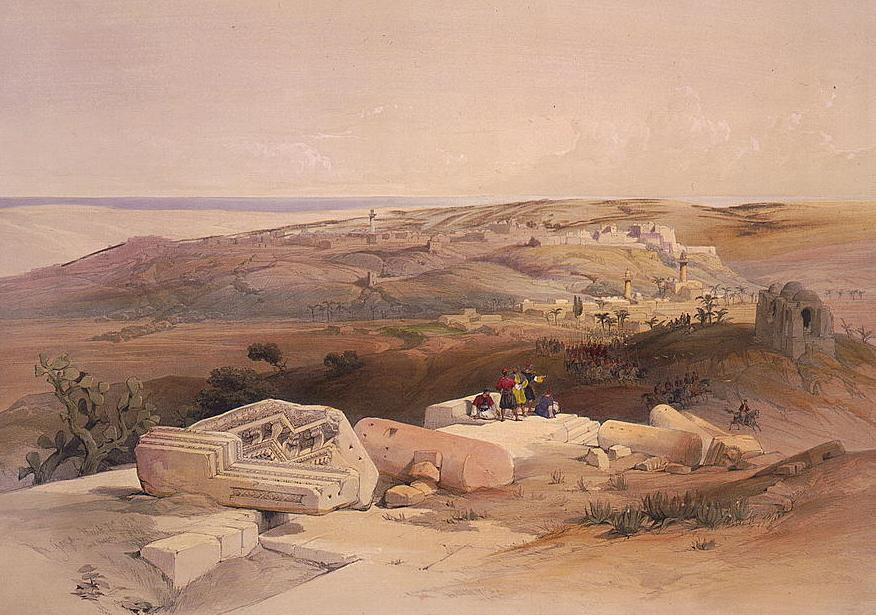
Gaza år 1839, målning av skotske konstnären David Roberts

År 1799, under Napoleon Bonapartes egyptiska expedition, intog fransmännen Gaza men tvingades lämna staden samma år.

### Modern tid
Gaza liksom resten av Palestina kom under 1800-talet att kulturellt och politiskt domineras av Muhammed Ali av Egypten, den av turkarna utsedda guvernören av Egypten som sedan kom att tillskansa sig sådan makt att han i praktiken var helt oberoende av regeringen i Konstantinopel. Den amerikanske teologen Edward Robinson besökte staden år 1838 och beskrev den som större än Jerusalem samt väl gynnad av sitt strategiska läge som genomfartsled för handelskaravaner mellan Egypten och Syrien.
År 1839 drabbades Gaza svårt av böldpest som sammanföll med administrativt och institutionellt förfall. Året därefter, under Orientkrisen 1840, drabbade turkiska styrkor och en här under Muhammad Alis son Ibrahim Pascha samman strax utanför staden. Stadens invånare hade knappt hunnit återhämta sig från pesten innan stridigheterna tog sina första offer. Turkarna segrade och återvann för första gången på årtionden faktisk kontroll över södra Syrien. 
Under första världskriget utkämpade turkarna segerrika fältslag vid Gaza mot den brittiska Palestinaarmén, men 1917 måste de ge upp området och den delvis förstörda staden, som besattes av engelsmännen. Efter kriget tillföll Gaza det brittiska Palestinamandatet under NF. Under 1930- och 40-talen växte Gaza stad snabbt, mycket tack vare internationellt bistånd och missionärer. Staden liksom hela Gazaremsan tillföll en palestinsk stat i FN:s delningsplan för Palestina år 1947, men planen hann aldrig realiseras då 1948 års arabisk-israeliska krig bröt ut direkt efter Israels självständighetsförklaring året därpå. Hela Gazaremsan ockuperades av Kungariket Egypten bara 48 timmar innan vapenstilleståndet och annekterades därefter formellt av landet även om internationellt erkännande var begränsat. Sverige skickade FN-trupper till området under UNEF i samband med Suezkrisen 1956.
Israel erövrade Gaza stad liksom hela Gazaremsan efter sexdagarskriget 1967. Ganska snart därefter började israeler bygga bosättningar i området samt på den erövrade Sinaihalvön. Kontroll över Gaza stad tillföll Palestinska myndigheten till följd av Osloavtalet och israeliska armén lämnade staden 1994. År 2005 tvångsevakuerades samtliga israeliska bosättare på Gazaremsan och idag bor det inga israeliska medborgare i området. En stor del av befolkningen försörjs av UNRWA som andra-, tredje- och fjärdegenerationsflyktingar. Återkommande konflikter mellan palestinier och israeler har uppstått i området sedan dess.